# Hells Bells (bài hát)
"Hells Bells" là ca khúc đầu tiên của ban nhạc hard rock của Úc AC/DC đầu tiên mà không có Bon Scott, Back in Black. "Hells Bells" là đĩa đơn thứ hai của Back in Black, phát hành vào mùa thu năm 1980. Bài hát cũng xuất hiện trên Who Made Who, soundtrack của AC/DC năm 1986 cho bộ phim Maximum Overdrive của Stephen King và trên cả hai phiên bản của album năm 1992 AC/DC Live.

## Sáng tác
Bài hát bắt đầu với một tiếng chuông rung chậm bốn lần, sau đó Angus Young bắt đầu chơi riff chính của bài hát. Malcolm Young sau đó tham gia, tiếp theo là Phil Rudd trên trống và Cliff Williams trên bass. Chuông báo hiệu tổng cộng 13 lần trong phần giới thiệu bài hát.
Chiếc đồng chuông đồng 2.000 pound (0,907 kg) của John Taylor Bellfounders ở Loughborough, Leicestershire được sử dụng trong bản nhạc. Nó là một bản sao của Denison Bell ở tháp Carillon tại Bảo tàng Chiến tranh Loughborough. Ban nhạc đầu tiên đã cố gắng ghi âm Denison Bell thực tế, nhưng điều đó tỏ ra là vấn đề do sự cản trở bởi chim bồ câu làm tổ trong tháp. Biểu tượng AC/DC và từ "Hell's Bell" được khắc trên bản sao.

## Tham dự
- Brian Johnson – lead vocals
- Angus Young – lead guitar
- Malcolm Young – rhythm guitar, backing vocals
- Cliff Williams – bass guitar, backing vocals
- Phil Rudd – drums